# Тедис Украина
«Тедис Украина» (укр. Тедіс-Україна), ранее — «Мегаполис-Украина» (укр. Мегаполіс-Україна), — украинская компания, занимающаяся оптовыми продажами табачных изделий. В 2013—2015 годах компания являлась фактическим монополистом в области оптовой продажи табачных изделий на Украине, контролируя около 99 % рынка, к 2020 году доля снизилась до менее 75 %.

## История
Компания «Мегаполис-Украина» была основана в 2010 году как дочернее предприятие российской компании «Мегаполис», принадлежащей российскому бизнесмену Игорю Кесаеву. Компания была образована на базе «Вест Тобакко Групп» и «Подолье-Табак», двух крупнейших табачных дистрибьюторов западной Украины, купленных, по оценкам, за 5 миллионов гривен.
По состоянию на 2010 год компания «Мегаполис-Украина» контролировала 50 % табачного рынка Украины. Помимо Игоря Кесаева, доли в компании принадлежали бывшим миноритарным акционерам купленных компаний.
В 2012—2013 году международные табачные компании Philip Morris International, JapanTobacco International, Imperial Tobacco Group, British American Tobacco перешли от самостоятельной дистрибьюции на Украине к продаже компании «Мегаполис-Украина». По данным Антимонопольного комитета Украины (АМКУ), эти 4 компании производят более 90 % сигарет на Украине. По мнению «Forbes Россия», это произошло в результате скупки «остальных табачных оптовиков» компанией «Мегаполис-Украина». В результате в 2013 году компания «Мегаполис-Украина» стала фактическим монополистом украинского табачного рынка, контролируя около 99 % рынка.
В 2014 году компания «Мегаполис-Украина» столкнулась с проблемами в связи с аннексией Крыма Россией. В 2015 году представители Кесаева заявили, что он вышел из украинского бизнеса. В конце 2015 года часть компании была продана одесскому бизнесмену Борису Кауфману.
В 2016 году произошёл скандал из-за того, что принадлежащий Кесаеву Завод имени Дегтярёва предположительно поставлял оружие сепаратистам в вооружённом конфликте на востоке Украины. Активисты заблокировали доступ к складам компании «Мегаполис-Украина» в шести городах. В компании утверждали, что российские акционеры вышли из неё. После этого скандала компания сменила название на «Тедис Украина».
По оценке главы Антимонопольного комитета Ольги Пищанской, к 2020 году доля компании снизилась до менее 75 % рынка.

### Антимонопольные суды
В 2017 году Антимонопольный комитет Украины (АМКУ) выдвинул обвинения в монополизации табачного рынка. Также были заявлены уклонение от налогов и финансирование терроризма. По заявлению генерального прокурора Украины Юрия Луценко, в 2015—2017 годах через несколько фирм, включая «Тедис Украина», в Россию было выведено около 2,5 миллиарда гривен и «частью из них профинансированы террористические организации „ЛНР“ и „ДНР“». Эти обвинения в «Тедис Украина» отвергли.
4 и 5 мая 2017 года по ходатайству «Тедис Украина» Печерский районный суд Киева отменил арест счетов компании, а также обязал вернуть изъяты табачные изделия. В свою очередь, следователь Генеральной прокуратуры не возражал против снятия ареста.
В 2017 году компания была оштрафована на 300 миллионов гривен по иску АМКУ, а в октябре 2019 года — на 3,4 миллиарда гривен. Антимонопольный комитет заявил о намерении принудительно разделить компанию.
В декабре 2019 года Антимонопольный комитет проиграл суд с компанией об отмене разрешений на концентрацию.
2 февраля 2021 года Верховный суд Украины удовлетворил иск «Тедис Украина» и отменил решение АМКУ 2019 года по штрафу «Тедис Украина» в размере 3,4 млрд гривен.
️В 2024 году показатели «Тедиса» сильно сократились: по итогам первого полугодия выручка составила 206 млн грн. (4,9 млн долларов) взамен 61,5 млрд гривен в 2023 году, ️в это же время появился новый дистрибьютор DL Solution, который не только получил контракты с западными корпорациями, но и быстро занял второе место (после «Тедис-Украина») на рынке. Директор новой компании и главный бухгалтер еще недавно работали в «Тедис-Украина».

## Описание
Компания «Тедис Украина» является украинским дистрибьютором международных компаний Philip Morris International, JapanTobacco International, Imperial Tobacco Group, British American Tobacco, которые на Украине сбывают 99 % своей продукции через «Тедис Украина». Купленные табачные изделия перепродаются 40-50 оптовым и 80 тысячам розничным компаниям.
По состоянию на 2020 год компания «Тедис Украина» состояла из 35 региональных отделений, в которых работало 2500 сотрудников. В 2016 году она выплатила 9 миллиардов гривен налогов, попав в пятёрку крупнейших налогоплательщиков Украины.
В 2013 году компания «Мегаполис-Украина» получила выручку 27,5 миллиарда гривен и заняла пятое место в рейтинге 200 крупнейших компаний «Forbes Украина». В 2020 году компания «Тедис Украина» заняла восьмое место в рейтинге 100 крупнейших частных компаний Украины по версии журнала «Forbes Украина», а в 2021 году — седьмое.
В 2015 году доля российского «Мегаполиса» в украинской компании была переписана на цепочки структур, за которыми, помимо предпринимателя Бориса Кауфмана (47,22 %), а также граждане Великобритании: юрист по гражданским делам Ричард Даксбери (23,51 %) и консультировавший Кесаева в ходе продажи его доли «Газпрому» в компании Sibir Energy и Ричард Дориан Фенхальц (23,51 %). Согласно расследованию российского издания «Проект», Кесаев мог сохранить контроль над компанией из-за номинального характера британских владельцев.